# Bruère-Allichamps
Bruère-Allichamps é uma comuna francesa na região administrativa do Centro, no departamento Cher. Estende-se por uma área de 13,84 km². Em 2010 a comuna tinha 571 habitantes (densidade: 41,3 hab./km²).